# Octomeria palmyrabellae
Octomeria palmyrabellae är en orkidéart som beskrevs av João Barbosa Rodrigues. Octomeria palmyrabellae ingår i släktet Octomeria och familjen orkidéer. Inga underarter finns listade i Catalogue of Life.